# Conny Perrin
Pour les articles homonymes, voir Perrin.
Conny Perrin, née le 25 décembre 1990, est une joueuse suisse de tennis.

## Carrière professionnelle
Conny Perrin commence sa carrière sur le circuit ITF en 2021. Elle a remporté, à ce jour, 13 titres en simple et 27 en double.
En 2016, elle obtient son meilleur résultat en double en parvenant en finale à l'Open de Rio en catégorie WTA 250.
Le 19 novembre 2023, elle remporte, en double, associée à l'Allemande Julia Lohoff, son 1er titre en tournoi WTA 125 à Colina.

## Palmarès

### Titre en double dames
Aucun.

### Finale en double dames
| No | Date       | Nom et lieu du tournoi  | Catégorie | Dotation  | Surface      | Vainqueures                         | Partenaire | Score     |          |
| -- | ---------- | ----------------------- | --------- | --------- | ------------ | ----------------------------------- | ---------- | --------- | -------- |
| 1  | 15-02-2016 | Rio Open Rio de Janeiro | Intern'l  | 250 000 $ | Terre (ext.) | Verónica Cepede Royg María Irigoyen | Tara Moore | 6-1, 7-65 | Parcours |

### Titre en double en WTA 125
| No | Date       | Nom et lieu du tournoi | Catégorie | Dotation  | Surface      | Partenaire   | Finalistes                      | Score     |          |
| -- | ---------- | ---------------------- | --------- | --------- | ------------ | ------------ | ------------------------------- | --------- | -------- |
| 1  | 13-11-2023 | LP Open by IND Colina  | WTA 125   | 115 000 $ | Terre (ext.) | Julia Lohoff | L. Pérez Alarcón Daniela Seguel | 7-64, 6-2 | Parcours |

### Finale en double en WTA 125
| No | Date       | Nom et lieu du tournoi        | Catégorie | Dotation  | Surface      | Vainqueures                 | Partenaire   | Score            |          |
| -- | ---------- | ----------------------------- | --------- | --------- | ------------ | --------------------------- | ------------ | ---------------- | -------- |
| 1  | 20-11-2023 | MundoTenis Open Florianópolis | WTA 125   | 115 000 $ | Terre (ext.) | Sara Errani Léolia Jeanjean | Julia Lohoff | 7-5, 3-6, [10-7] | Parcours |

## Classements WTA en fin de saison
| Année          | 2008 | 2009 | 2010 | 2011 | 2012 | 2013 | 2014 | 2015 | 2016 | 2017 | 2018 | 2019 | 2020 | 2021 | 2022 | 2023 | 2024 |
| Rang en simple | 589  | 407  | 383  | 272  | 266  | 386  | 274  | 360  | 197  | 198  | 149  | 211  | 269  | 224  | 423  | 339  | 576  |
| Rang en double | 898  | 727  | 445  | 304  | 202  | 202  | 294  | 209  | 139  | 215  | 192  | 243  | 246  | 182  | 215  | 137  | 110  |

Source : (en) Classements de Conny Perrin sur le site officiel de la Fédération internationale de tennis